# FC Limonest Dardilly Saint-Didier
El FC Limonest Dardilly Saint-Didier es un equipo de fútbol de Francia que juega en el Championnat National 2, la cuarta división nacional.

## Historia
Fue fundado en el año 1969 en la ciudad de Limonest en la región de Auvernia-Ródano-Alpes, en 1979 lograron el ascenso a la séptima división y en 2007 ascendieron a la sexta división. En 2016 el club logró por primera vez salir de las divisiones regionales cuando lograron el ascenso al Championnat de France Amateur 2 luego de vencer en el último partido de la temporada al FC Vaulx-en-Velin.
Su primera aparición en la Coupe de France fue en la temporada 2018/18 donde el club alcanzó la Ronda de 64 al vencer al equipo de cuarta división Créteil antes de ser eliminador por el Sète por 0-1. Al año siguiente mejoraron en la copa nacional donde vencieron a los equipos de tercera división Villefranche y Le Puy antes de perder ante el Dijon de la Ligue 1 en octavos de final con un gol en tiempo extra.
En julio de 2021 el club se fusionó con el club vecino AS Dardilly para pasar a llamarse FC Limonest Dardilly Saint-Didier.
En la temporada 2024/25 ganaron el Grupo I del Championnat National 3 y logró el ascenso a la cuarta división nacional por primera vez en su historia.